# Ragazze (tetralogia)
Les Jeunes Filles (Ragazze o Le ragazze da marito) è un ciclo di romanzi di Henry de Montherlant, pubblicati tra il 1936 e il 1939.
La tetralogia è composta dai seguenti volumi:
- Les Jeunes Filles (1936)
- Pitié pour les femmes (1936)
- Le Démon du bien (1937)
- Les Lépreuses (1939)

## Trama
Tre figure femminili dominano nei quattro romanzi che compongono il ciclo, diverse fra loro, ma riunite insieme dal vincolo comune dello stato civile: sono jeunes filles, cioè nubili. Una religiosa, un'intellettuale, una bella ragazza: provinciali le prime due, parigina la terza. Di quest'ultima, Solange Dandillot, ragazza di buona famiglia, priva di qualsiasi interesse intellettuale, Pierre Costals, lo scrittore protagonista, s'innamora; ed è da lei che accetta e corrisponde quella passione fisica e sensuale verso cui inutilmente e disperatamente si protende Andrée Hacquebaut, l'intellettuale provinciale, che è riuscita ad ottenere da Costals una platonica amicizia per metà fatta di stima e per metà di compassione, amicizia che lei però cerca a tutti i costi di mutare in vero e non platonico amore.
Ma non ci riesce: l'epicureo Costals non sa che farsi di quella disgraziata ragazza, piena di meriti e degna della massima considerazione, ma per niente desiderabile e tuttavia non si decide a darle il colpo di grazia, a manifestarle chiaramente la sua totale indifferenza, poiché non basta dimostrargliela con i fatti (perché Andrée sa sempre trovare in essi nuova fonte di illusioni): non si decide, trattenuto sempre da un passivo senso di pietà, che però non lascia in lui nessuna traccia profonda e dal quale, di fronte ad ogni altra donna, egli può liberarsi con un'inconscia scrollata di spalle e col sorriso sulle labbra.
Fino in fondo si assiste al dramma di Andrée: al farsi luce, in lei, della reale natura della sua cotta letteraria per Costals, sino all'offerta di sé stessa, della sua già declinante gioventù, della sua verginità e della sua reputazione allo scrittore che ormai è entrato in lei, è divenuto spirito del suo spirito, e le ha impresso il marchio della sua superiorità intellettuale, isolandola, fatalmente e irremissibilmente, dall'uomo volgare che avrebbe potuto però darle la felicità. È un dramma troppo intenso e crudele per non offuscare quello di carattere più spiccatamente patologico della religiosa Thérèse Pantevin, tipico caso di mania erotico-religiosa che finisce nell'autoflagellazione.

## I temi
In Les jeunes filles Montherlant si scaglia contro il richiamo della tendresse e contro il sentimentalismo, che egli rintraccia in modo evidente nell'animo femminile e che rischiano di corrompere anche l'uomo («La storia dell'umanità, da Eva in poi, è la storia degli sforzi fatti dalla donna, perché l'uomo sia sminuito e soffra, e divenga il suo uguale»).
Montherlant, in quest'opera, alza la sua protesta contro un'epoca in cui i grandi valori individuali vanno spegnendosi e la democrazia diffonde conformismo. All'anticonformismo virile
si contrappone, secondo l'autore, il conformismo femminile: cioè la mimetica capacità delle donne di adattarsi alla vita, di sposarla nella sua contradditorietà e mediocrità, senza mai misurarla al paragone di un'ideologia, di un assoluto.
I quattro romanzi sono legati tra loro da un intento unitario, quasi una lezione di virtù nella società francese fra le due guerre. In particolare, Les jeunes filles, il primo del ciclo, uscito nel 1936, all'epoca del Fronte Popolare e delle vacanze di massa, provocò una sorta di scandalo, dal momento che denunciava l'ideologia implicita nello spirito del tempo. Montherlant mise sotto accusa il sentimentalismo, il dolorismo, la «morale da sartina», il gregarismo e il voler piacere; quelle piccole virtù socialcristiane, che caratterizzavano il periodo fra le due guerre.
Il protagonista è Pierre Costals, un alter ego dell'autore, una sorta di esteta dannunziano simile ad Andrea Sperelli che ha il gusto delle donne e l'animo pieno di contraddizioni: non ama quelle che lo amano, e quelle che lui ama non lo soddisfano veramente. Teme l'«ippogrifo coniugale», ha orrore dei piagnucolii. Nello stesso tempo stima che:
(H. de Montherlant, Le ragazze da marito)
Les jeunes filles costituisce anche una testimonianza di virtù. In esso si leggono le lezioni di tenuta che Costals impartisce a suo figlio, che sono il contrario delle lezioni di morale. Vi è una sola parola d'ordine: la qualità. L'essenziale non sono il bene e il male, ma il modo in cui si compiono. Nella Lettre d'un père a son fils, testo estratto da Service inutile (1935) è detto: «Il disprezzo fa parte della stima. È possibile il disprezzo nella misura in cui è possibile la stima. Uno dei segni del declino della Francia è che non è più capace di disprezzo». E più avanti: «Macchè! non avere che amici è un obbligo da commercianti; farsi dei nemici è una occupazione da aristocratici».
L'opera, tacciata di misoginia, fu analizzata da Simone de Beauvoir in un paragrafo – Montherlant o il pane del disprezzo – de Il secondo sesso e definita sostanzialmente una «cafoneria».

## Edizioni
- Ragazze [Pietà per le donne; Il demone del bene; Le lebbrose], traduzione di M. L. Cipriani Fagioli, con sedici illustrazioni di Dario Cecchi, Milano, Il ponte, Mondadori, 1958.
- Le ragazze da marito, traduzione di Cesare Colletta, Milano, Biblioteca Adelphi, Adelphi, 2000.